# Copa del Món de ciclisme en pista de 2007-2008
La Copa del Món de ciclisme en pista de 2007-2008 va ser la 16a edició de la Copa del Món de ciclisme en pista. Es va celebrar del 30 de novembre de 2007 al 16 de febrer de 2008 amb la disputa de quatre proves.

## Proves
| Data               | Lloc        |
| ------------------ | ----------- |
| 30-2 desembre 2007 | Sydney      |
| 7-9 desembre 2007  | Pequín      |
| 18-20 gener 2008   | Los Angeles |
| 15-17 febrer 2008  | Copenhaguen |

## Resultats

### Masculins
| Event                 | Guanyador                                                                    | Segon                                                                             | Tercer                                                                         |
| Sydney                | Sydney                                                                       | Sydney                                                                            | Sydney                                                                         |
| --------------------- | ---------------------------------------------------------------------------- | --------------------------------------------------------------------------------- | ------------------------------------------------------------------------------ |
| Keirin                | Chris Hoy (GBR)                                                              | Ross Edgar (GBR)                                                                  | Theo Bos (NED)                                                                 |
| Quilòmetre            | Michaël D'Almeida (FRA)                                                      | Hao Li Wen (CHN)                                                                  | Yevgen Bolirukh (UKR)                                                          |
| Velocitat             | Mickaël Bourgain (FRA)                                                       | Kévin Sireau (FRA)                                                                | Chris Hoy (GBR)                                                                |
| Velocitat per equips  | Team Toshiba · Ryan Bayley · Shane Kelly · Daniel Ellis                      | www.radnet.de · Robert Förstemann · Matthias John · Stefan Nimke                  | Cofidis · Didier Henriette · Kévin Sireau · Arnaud Tournant                    |
| Persecució            | Volodímir Diúdia (UKR)                                                       | Phillip Thuaux (AUS)                                                              | Alexander Serov (RUS)                                                          |
| Persecució per equips | Regne Unit · Edward Clancy · Steve Cummings · Chris Newton · Bradley Wiggins | Nova Zelanda · Sam Bewley · Westley Gough · Marc Ryan · Jesse Sergent             | Team Toshiba · Peter Dawson · Zakkari Dempster · Jack Bobridge · Mark Jamieson |
| Puntuació             | Gregory Henderson (NZL)                                                      | Toni Tauler (ESP)                                                                 | Cameron Meyer (AUS)                                                            |
| Scratch               | Roger Kluge (GER)                                                            | Zachary Bell (CAN)                                                                | Milan Kadlec (CZE)                                                             |
| Madison               | Països Baixos · Peter Schep · Jens Mouris                                    | Espanya · Joan Llaneras · Carles Torrent                                          | Dinamarca · Michael Mørkøv · Alex Rasmussen                                    |
| Pequín                |                                                                              |                                                                                   |                                                                                |
| Keirin                | Chris Hoy (GBR)                                                              | Arnaud Tournant (FRA)                                                             | Teun Mulder (NED)                                                              |
| Quilòmetre            | François Pervis (FRA)                                                        | Yevgen Bolirukh (UKR)                                                             | Hao Li Wen (CHN)                                                               |
| Velocitat             | Theo Bos (NED)                                                               | Mickaël Bourgain (FRA)                                                            | Stefan Nimke (GER)                                                             |
| Velocitat per equips  | Països Baixos · Theo Bos · Teun Mulder · Tim Veldt                           | França · Grégory Baugé · François Pervis · Arnaud Tournant                        | Regne Unit · Chris Hoy · Craig McLean · Jason Queally                          |
| Persecució            | Bradley Wiggins (GBR)                                                        | Volodímir Diúdia (UKR)                                                            | Alexander Serov (RUS)                                                          |
| Persecució per equips | Regne Unit · Edward Clancy · Steve Cummings · Geraint Thomas · Paul Manning  | Nova Zelanda · Sam Bewley · Westley Gough · Marc Ryan · Timothy Gudsell           | Països Baixos · Levi Heimans · Jenning Huizenga · Jens Mouris · Peter Schep    |
| Puntuació             | Joan Llaneras (ESP)                                                          | Chris Newton (GBR)                                                                | Cameron Meyer (AUS)                                                            |
| Scratch               | Michael Friedman (EUA)                                                       | Walter Pérez (ARG)                                                                | Tim Mertens (BEL)                                                              |
| Madison               | França · Jérôme Neuville · Christophe Riblon                                 | T-Mobile Track Team · Mark Cavendish · Bradley Wiggins                            | Ucraïna · Lyubomyr Polatayko · Volodímir Ribin                                 |
| Los Angeles           |                                                                              |                                                                                   |                                                                                |
| Keirin                | Arnaud Tournant (FRA)                                                        | Christos Volikakis (GRE)                                                          | Ryan Bayley (AUS)                                                              |
| Quilòmetre            | Scott Sunderland (AUS)                                                       | Yevgen Bolirukh (UKR)                                                             | Hao Li Wen (CHN)                                                               |
| Velocitat             | Roberto Chiappa (ITA)                                                        | Kévin Sireau (FRA)                                                                | Teun Mulder (NED)                                                              |
| Velocitat per equips  | Cofidis · Didier Henriette · Kévin Sireau · Arnaud Tournant                  | França · Grégory Baugé · Mickaël Bourgain · François Pervis                       | Austràlia · Mark French · Ben Kersten · Jason Niblett                          |
| Persecució            | Taylor Phinney (EUA)                                                         | Jenning Huizenga (NED)                                                            | Sergi Escobar (ESP)                                                            |
| Persecució per equips | Austràlia · Jack Bobridge · Bradley McGee · Peter Dawson · Mark Jamieson     | Dinamarca · Casper Jørgensen · Alex Rasmussen · Michael Mørkøv · Jens-Erik Madsen | Ucraïna · Lyubomyr Polatayko · Vitali Sxèdov · Vitali Popkov · Maxim Polischuk |
| Puntuació             | Cameron Meyer (AUS)                                                          | Rafał Ratajczyk (POL)                                                             | Chris Newton (GBR)                                                             |
| Scratch               | Kam Po Wong (HKG)                                                            | Vassil Kirienka (BLR)                                                             | Wim Stroetinga (NED)                                                           |
| Madison               | Bèlgica · Kenny De Ketele · Tim Mertens                                      | Dinamarca · Michael Mørkøv · Alex Rasmussen                                       | Alemanya · Roger Kluge · Olaf Pollack                                          |
| Copenhaguen           |                                                                              |                                                                                   |                                                                                |
| Keirin                | Chris Hoy (GBR)                                                              | Ricardo Lynch (JAM)                                                               | Arnaud Tournant (FRA)                                                          |
| Quilòmetre            | François Pervis (FRA)                                                        | Yevgen Bolirukh (UKR)                                                             | Hao Li Wen (CHN)                                                               |
| Velocitat             | Kévin Sireau (FRA)                                                           | Chris Hoy (GBR)                                                                   | Andriy Vynokourov (UKR)                                                        |
| Velocitat per equips  | França · Grégory Baugé · Kévin Sireau · François Pervis                      | Països Baixos · Theo Bos · Teun Mulder · Tim Veldt                                | Cofidis · Didier Henriette · Mickaël Bourgain · Arnaud Tournant                |
| Persecució            | Sergi Escobar (ESP)                                                          | Aleksei Màrkov (RUS)                                                              | Luke Roberts (AUS)                                                             |
| Persecució per equips | Regne Unit · Edward Clancy · Steven Burke · Geraint Thomas · Paul Manning    | Dinamarca · Casper Jørgensen · Alex Rasmussen · Michael Mørkøv · Jens-Erik Madsen | Austràlia · Matthew Goss · Cameron Meyer · Travis Meyer · Luke Roberts         |
| Puntuació             | Pim Ligthart (NED)                                                           | Rafał Ratajczyk (POL)                                                             | Chris Newton (GBR)                                                             |
| Scratch               | Wim Stroetinga (NED)                                                         | Andreas Müller (AUT)                                                              | Juan Esteban Arango (COL)                                                      |
| Madison               | Dinamarca · Michael Mørkøv · Alex Rasmussen                                  | Estats Units · Bobby Lea · Colby Pearce                                           | Països Baixos · Peter Schep · Wim Stroetinga                                   |

### Femenins
| Event                 | Guanyadora                                                             | Segona                                                                    | Tercera                                                           |
| Sydney                | Sydney                                                                 | Sydney                                                                    | Sydney                                                            |
| --------------------- | ---------------------------------------------------------------------- | ------------------------------------------------------------------------- | ----------------------------------------------------------------- |
| Keirin                | Victoria Pendleton (GBR)                                               | Jennie Reed (EUA)                                                         | Natàl·lia Tsilínskaia (BLR)                                       |
| 500 m. contrarellotge | Anna Meares (AUS)                                                      | Lisandra Guerra (CUB)                                                     | Willy Kanis (NED)                                                 |
| Velocitat             | Willy Kanis (NED)                                                      | Anna Meares (AUS)                                                         | Natàl·lia Tsilínskaia (BLR)                                       |
| Velocitat per equips  | Països Baixos · Yvonne Hijgenaar · Willy Kanis                         | Austràlia · Kaarle McCulloch · Kerrie Meares                              | França · Sandie Clair · Virginie Cueff                            |
| Persecució            | Katie Mactier (AUS)                                                    | Vilija Sereikaitė (LTU)                                                   | Karin Thürig (SUI)                                                |
| Persecució per equips | Rússia · Ievguénia Romaniuta · Olga Sliússareva · Anastassia Txulkova  | Austràlia · Belinda Goss · Katie Mactier · Josephine Tomic                | Ucraïna · Svitlana Haliuk · Léssia Kalitovska · Lyubov Shulika    |
| Puntuació             | Giorgia Bronzini (ITA)                                                 | Li Yan (CHN)                                                              | Jarmila Machačová (CZE)                                           |
| Scratch               | Yumari González (CUB)                                                  | Annalisa Cucinotta (ITA)                                                  | Anastassia Txulkova (RUS)                                         |
| Pequín                |                                                                        |                                                                           |                                                                   |
| Keirin                | Willy Kanis (NED)                                                      | Christin Muche (GER)                                                      | Natàl·lia Tsilínskaia (BLR)                                       |
| 500 m. contrarellotge | Lisandra Guerra (CUB)                                                  | Simona Krupeckaitė (LTU)                                                  | Natàl·lia Tsilínskaia (BLR)                                       |
| Velocitat             | Natàl·lia Tsilínskaia (BLR)                                            | Victoria Pendleton (GBR)                                                  | Clara Sanchez (FRA)                                               |
| Velocitat per equips  | Països Baixos · Yvonne Hijgenaar · Willy Kanis                         | França · Sandie Clair · Clara Sanchez                                     | Xina · Guo Shuang · Zheng Lulu                                    |
| Persecució            | Katie Mactier (AUS)                                                    | Rebecca Romero (GBR)                                                      | Sarah Hammer (EUA)                                                |
| Persecució per equips | Ucraïna · Svitlana Haliuk · Léssia Kalitovska · Lyubov Shulika         | Rússia · Ievguénia Romaniuta · Olga Sliússareva · Anastassia Txulkova     | Cuba · Yoanka González · Yudelmis Domínguez · Yumari González     |
| Puntuació             | Marianne Vos (NED)                                                     | Yoanka González (CUB)                                                     | Katherine Bates (AUS)                                             |
| Scratch               | Marianne Vos (NED)                                                     | Belinda Goss (AUS)                                                        | Yumari González (CUB)                                             |
| Los Angeles           |                                                                        |                                                                           |                                                                   |
| Keirin                | Jennie Reed (EUA)                                                      | Willy Kanis (NED)                                                         | Gong Jinjie (CHN)                                                 |
| 500 m. contrarellotge | Lisandra Guerra (CUB)                                                  | Willy Kanis (NED)                                                         | Simona Krupeckaitė (LTU)                                          |
| Velocitat             | Natàl·lia Tsilínskaia (BLR)                                            | Jennie Reed (EUA)                                                         | Willy Kanis (NED)                                                 |
| Velocitat per equips  | Països Baixos · Yvonne Hijgenaar · Willy Kanis                         | França · Sandie Clair · Virginie Cueff                                    | Austràlia · Kaarle McCulloch · Kerrie Meares                      |
| Persecució            | Léssia Kalitovska (UKR)                                                | María Luisa Calle (COL)                                                   | Sarah Hammer (EUA)                                                |
| Persecució per equips | Ucraïna · Svitlana Haliuk · Léssia Kalitovska · Yelyzaveta Bochkaryova | Rússia · Ievguénia Romaniuta · Olga Sliússareva · Elena Tchalykh          | Estats Units · Kristin Armstrong · Lauren Franges · Christen King |
| Puntuació             | Jarmila Machačová (CZE)                                                | Lee Min-hye (KOR)                                                         | Li Yan (CHN)                                                      |
| Scratch               | Charlotte Becker (GER)                                                 | Ievguénia Romaniuta (RUS)                                                 | Elena Tchalykh (RUS)                                              |
| Copenhaguen           |                                                                        |                                                                           |                                                                   |
| Keirin                | Willy Kanis (NED)                                                      | Jennie Reed (EUA)                                                         | Dana Glöss (GER)                                                  |
| 500 m. contrarellotge | Gong Jinjie (CHN)                                                      | Sandie Clair (FRA)                                                        | Miriam Welte (GER)                                                |
| Velocitat             | Willy Kanis (NED)                                                      | Victoria Pendleton (GBR)                                                  | Guo Shuang (CHN)                                                  |
| Velocitat per equips  | Scienceinsport.com · Victoria Pendleton · Shanaze Reade                | Països Baixos · Yvonne Hijgenaar · Willy Kanis                            | França · Sandie Clair · Clara Sanchez                             |
| Persecució            | Rebecca Romero (GBR)                                                   | Vilija Sereikaitė (LTU)                                                   | Sarah Hammer (EUA)                                                |
| Persecució per equips | Alemanya · Verena Jooß · Elke Gebhardt · Alexandra Sontheimer          | Països Baixos · Yvonne Hijgenaar · Eleonora van Dijk · Marlijn Binnendijk | Ucraïna · Svitlana Haliuk · Lyudmyla Vypyraylo · Lyubov Shulika   |
| Puntuació             | Wong Wan Yiu (HKG)                                                     | Trine Schmidt (DEN)                                                       | Theresa Cliff-Ryan (EUA)                                          |
| Scratch               | Marianne Vos (NED)                                                     | Jarmila Machačová (CZE)                                                   | Anastassia Txulkova (RUS)                                         |

## Classificacions

### Països
| Rang | País/Equip         | Sydney | Pequín | Los Angeles | Copenhaguen | Total |
| ---- | ------------------ | ------ | ------ | ----------- | ----------- | ----- |
| 1    | Països Baixos      | 78     | 87     | 108         | 107         | 380   |
| 2    | França             | 66     | 81     | 56          | 70          | 273   |
| 3    | Rússia             | 52     | 54     | 52          | 54          | 212   |
| 4    | Regne Unit         | 58     | 58     | 11          | 77          | 204   |
| 5    | Austràlia          | 68     | 38     | 62          | 19          | 187   |
| 6    | Ucraïna            | 43     | 46     | 51          | 42          | 182   |
| 7    | Alemanya           | 27     | 38     | 58          | 55          | 178   |
| 8    | Cofidis            | 38     | 30     | 36          | 68          | 143   |
| 9    | Team Toshiba       | 56     | 36     | 37          | 0           | 129   |
| 10   | Scienceinsport.com | 33     | 30     | 0           | 57          | 120   |

### Masculins
| Pos. | Ciclista        | Syd | Peq | LAn | Cop | Pts |
| 1.   | Chris Hoy       | 12  | 12  | -   | 12  | 36  |
| 2.   | Arnaud Tournant | -   | 10  | 12  | 8   | 30  |
| 3.   | Roberto Chiappa | 6   | -   | 5   | 4   | 15  |
| -.   | Ryan Bayley     | -   | 7   | 8   | -   | 15  |
| -.   | Teun Mulder     | -   | 8   | 7   | -   | 15  |

| Pos. | Ciclista             | Syd | Peq | LAn | Cop | Pts |
| 1.   | Yevgen Bolirukh      | 8   | 10  | 10  | 10  | 38  |
| 2.   | Hao Li Wen           | 10  | 8   | 8   | 8   | 34  |
| 3.   | François Pervis      | -   | 12  | -   | 12  | 24  |
| 4.   | Tomas Babek          | 4   | 5   | 6   | 5   | 20  |
| 5.   | Michael Seidenbecher | 7   | 6   | -   | -   | 13  |

| Pos. | Ciclista         | Syd | Peq | LAn | Cop | Pts |
| 1.   | Kévin Sireau     | 10  | 7   | 10  | 12  | 39  |
| 2.   | Mickaël Bourgain | 12  | 10  | 6   | 7   | 35  |
| 3.   | Chris Hoy        | 8   | 6   | -   | 10  | 24  |
| 4.   | Grégory Baugé    | 7   | 2   | 7   | -   | 16  |
| 5.   | Theo Bos         | -   | 12  | -   | -   | 12  |
| -.   | Roberto Chiappa  | -   | -   | 12  | -   | 12  |

| Pos. | Ciclista         | Syd | Peq | LAn | Cop | Pts |
| 1.   | Volodímir Diúdia | 12  | 10  | -   | -   | 22  |
| -.   | Taylor Phinney   | 2   | 7   | 12  | 1   | 22  |
| 3.   | Sergi Escobar    | -   | -   | 8   | 12  | 20  |
| -.   | Jenning Huizenga | -   | 5   | 10  | 5   | 20  |
| 5.   | Phillip Thuaux   | 10  | 2   | 5   | -   | 17  |

| Pos. | Equip         | Syd | Peq | LAn | Cop | Pts |
| 1.   | França        | 4   | 10  | 10  | 12  | 36  |
| 2.   | Cofidis       | 8   | 6   | 12  | 8   | 34  |
| 3.   | Països Baixos | 6   | 12  | -   | 10  | 28  |
| 4.   | Team Toshiba  | 12  | 7   | 7   | -   | 26  |
| 5.   | Austràlia     | 5   | 4   | 8   | -   | 17  |

| Pos. | Equip         | Syd | Peq | LAn | Cop | Pts |
| 1.   | Regne Unit    | 12  | 12  | -   | 12  | 36  |
| 2.   | Dinamarca     | 4   | 7   | 10  | 10  | 31  |
| 3.   | Països Baixos | 7   | 8   | 7   | 7   | 29  |
| 4.   | Austràlia     | 3   | 2   | 12  | 8   | 25  |
| 5.   | Nova Zelanda  | 10  | 10  | 1   | -   | 21  |

| Pos. | Ciclista            | Syd | Peq | LAn | Cop | Pts |
| 1.   | Roger Kluge         | 12  | 4   | 6   | 2   | 24  |
| 2.   | Wim Stroetinga      | -   | -   | 8   | 12  | 20  |
| 3.   | Walter Pérez        | 5   | 10  | -   | -   | 15  |
| 4.   | Juan Esteban Arango | -   | -   | 5   | 8   | 13  |
| 5.   | Michael Friedman    | -   | 12  | -   | -   | 12  |
| -.   | Wong Kam Po         | -   | -   | 12  | -   | 12  |

| Pos. | Ciclista      | Syd | Peq | LAn | Cop | Pts |
| 1.   | Dinamarca     | 8   | 3   | 10  | 12  | 33  |
| 2.   | Bèlgica       | 5   | 4   | 12  | 6   | 27  |
| -.   | Països Baixos | 12  | -   | 7   | 8   | 27  |
| 4.   | Espanya       | 10  | 6   | 1   | -   | 17  |
| 5.   | Estats Units  | -   | 5   | -   | 10  | 15  |

#### Puntuació
| Pos. | Ciclista          | Syd | Peq | LAn | Cop | Pts |
| 1.   | Chris Newton      | 5   | 10  | 8   | 8   | 31  |
| 2.   | Cameron Meyer     | 8   | 8   | 12  | -   | 28  |
| 3.   | Rafał Ratajczyk   | 7   | -   | 10  | 10  | 27  |
| 4.   | Gregory Henderson | 12  | 1   | 7   | -   | 20  |
| 5.   | Pim Ligthart      | -   | -   | 6   | 12  | 18  |

### Femenins
| Pos. | Ciclista              | Syd | Peq | LAn | Cop | Pts |
| 1.   | Willy Kanis           | 4   | 12  | 10  | 12  | 38  |
| 2.   | Jennie Reed           | 10  | -   | 12  | 10  | 32  |
| 3.   | Victoria Pendleton    | 12  | 5   | -   | 6   | 23  |
| 4.   | Simona Krupeckaitė    | 7   | 6   | 4   | -   | 17  |
| 5.   | Natàl·lia Tsilínskaia | 8   | 8   | -   | -   | 16  |

| Pos. | Ciclista           | Syd | Peq | LAn | Cop | Pts |
| 1.   | Lisandra Guerra    | 10  | 12  | 12  | -   | 34  |
| 2.   | Simona Krupeckaitė | 7   | 10  | 8   | -   | 25  |
| 3.   | Gong Jinjie        | 5   | -   | 7   | 12  | 24  |
| 4.   | Willy Kanis        | 8   | -   | 10  | -   | 18  |
| 5.   | Sandie Clair       | -   | 7   | -   | 10  | 17  |

| Pos. | Ciclista              | Syd | Peq | LAn | Cop | Pts |
| 1.   | Willy Kanis           | 12  | 5   | 8   | 12  | 37  |
| 2.   | Natàl·lia Tsilínskaia | 8   | 12  | 12  | -   | 32  |
| 3.   | Clara Sanchez         | 6   | 8   | 7   | 6   | 27  |
| 4.   | Jennie Reed           | 5   | 4   | 10  | 7   | 26  |
| 5.   | Victoria Pendleton    | 3   | 10  | -   | 10  | 23  |

| Pos. | Ciclista          | Syd | Peq | LAn | Cop | Pts |
| 1.   | Vilija Sereikaitė | 10  | 6   | 5   | 10  | 31  |
| 2.   | Sarah Hammer      | 6   | 8   | 8   | 8   | 30  |
| 3.   | Rebecca Romero    | 3   | 10  | -   | 12  | 25  |
| 4.   | Katie Mactier     | 12  | 12  | -   | -   | 24  |
| 5.   | Karin Thürig      | 8   | 7   | 1   | 2   | 18  |

| Pos. | Equip         | Syd | Peq | LAn | Cop | Pts |
| 1.   | Països Baixos | 12  | 12  | 12  | 10  | 46  |
| 2.   | França        | 8   | 10  | 10  | 8   | 36  |
| 3.   | Alemanya      | 7   | 4   | 7   | 5   | 23  |
| -.   | Itàlia        | 6   | 7   | 6   | 4   | 23  |
| 5.   | Austràlia     | 10  | -   | 8   | -   | 18  |

| Pos. | Equip    | Syd | Peq | LAn | Cop | Pts |
| 1.   | Ucraïna  | 8   | 12  | 12  | 8   | 40  |
| 2.   | Rússia   | 12  | 10  | 10  | 5   | 37  |
| 3.   | Alemanya | -   | -   | 7   | 12  | 19  |
| 4.   | Cuba     | 6   | 8   | 3   | -   | 17  |
| 5.   | Itàlia   | 5   | 7   | 4   | -   | 16  |

| Pos. | Ciclista            | Syd | Peq | LAn | Cop | Pts |
| 1.   | Yumari González     | 12  | 8   | 5   | -   | 25  |
| 2.   | Marianne Vos        | -   | 12  | -   | 12  | 24  |
| 3.   | Rebecca Quinn       | 5   | 6   | 3   | 5   | 19  |
| 4.   | Ievguénia Romaniuta | 7   | -   | 10  | -   | 17  |
| 5.   | Belinda Goss        | 6   | 10  | -   | -   | 16  |

| Pos. | Ciclista          | Syd | Peq | LAn | Cop | Pts |
| 1.   | Li Yan            | 10  | -   | 10  | 3   | 23  |
| 2.   | Jarmila Machačová | 8   | -   | 12  | -   | 20  |
| 3.   | Rebecca Quinn     | 7   | 6   | 4   | 1   | 18  |
| 4.   | Marianne Vos      | -   | 12  | 5   | -   | 17  |
| 5.   | Katherine Bates   | -   | 8   | 7   | -   | 15  |